# Comté d'Allen (Kentucky)
Pour les articles homonymes, voir Comté d'Allen.
Le comté d'Allen est un comté situé dans l'État du Kentucky aux États-Unis. Son siège est Scottsville. Selon le recensement de 2010, sa population était de 19 956 habitants.